# Coupe des Tropiques
La Coupe des Tropiques est une compétition multisports ayant eu lieu en Afrique équatoriale entre 1962 et 1964.
La première édition a lieu à Bangui en République centrafricaine en 1962 et la deuxième édition a lieu à Yaoundé au Cameroun en 1964. 

## Historique

### Bangui 1962
La première Coupe des Tropiques a lieu à Bangui en République centrafricaine en décembre 1962. Six pays participent à la compétition : le Cameroun, le Congo-Brazzaville, la République centrafricaine, le Tchad, le Gabon et Madagascar.
En football, un tournoi à quatre se conclut sur la victoire en finale du Congo-Brazzaville contre le Cameroun sur le score de 3 buts à 0.

### Yaoundé 1964
La deuxième Coupe des Tropiques a lieu à Yaoundé au Cameroun du 11 au 19 juillet 1964. 
Sept pays participent à la compétition : le Cameroun, le Congo-Brazzaville, la République centrafricaine, le Tchad, le Gabon, Madagascar et le Congo-Léopoldville.
Le Cameroun domine la compétition, remportant le classement général. Suivent dans l'ordre le Congo-Brazzaville, le Congo-Léopoldville, le Tchad, la République centrafricaine, Madagascar et le Gabon. 572 sportifs participent dans sept disciplines : l'athlétisme, le basket-ball, la boxe, le cyclisme, le football, le volley-ball et le tennis.
En football, un tournoi à six se conclut sur la victoire en finale du Cameroun contre le Congo-Léopoldville sur le score de 2 buts à 1.